# Kastir Gul
Sayyid Kastir Gul (1575–1653), auch bekannt als Sheikh Rahmakar und als Kaka Sahib, war ein islamischer Jurist, Mystiker und Sufiheiliger des 16. und 17. Jahrhunderts, der bis heute unter den Paschtunen in Afghanistan und Pakistan verehrt wird. Er wird als Patriarch des paschtunischen Kakakhel-Stammes angesehen, der auch seine Nachkommenschaft vom Propheten Mohammed herleitet.

## Biografie
Kastir Gul wurde im Jahr 1575 in der Nähe des Dorfes Shekhi in Nowshera im heutigen Pakistan geboren. Er selbst bzw. seine Nachkommen leiteten seine Herkunft aus der Nachkommenschaft vom Propheten Mohammed her, weshalb ihm auch den Ehrentitel Sayyid gegeben wird, wenngleich dieser zu Beginn des Mogulreiches nicht verwendet wurde und wahrscheinlich erst Ende des Mogulreiches hinzugefügt wurde. Sein Vater Sheikh Bahadur Baba gehörte den Sufiorden (Tarīqa) der Suhrawardīya an. Wenngleich er unter dem Einfluss seines Vaters stand und dieser ihn auch den Koran lehrte, war er auch anderen Sufiorden, wie etwa der Chishtiyya, Qādirīya oder der Naqschbandīya nicht abgeneigt und respektierte diese. Er selbst habe sich aber keinem Orden zugehörig gefühlt und habe sich keinem Pir angeschlossen, bzw. habe kein Baiʿa abgeleistet. Neben seinem Vater wurde er von unterschiedlichen Lehrern bereits im jungen Alter von ca. 12 Jahren in verschiedenen Disziplinen der Koranexegese unterrichtet und bildete sich die nächsten 25 Jahre in der Koranexegese, Hadith und Fiqh weiter. Nach dem Tod seines Vaters wurde er als spiritueller Führer seines Volkes angesehen. Das Vermögen seines Vaters soll er komplett gespendet haben. Aufgrund seiner allgemeinen Großherzigkeit und seines einfachen Lebensstils gewann er schnell Ansehen in allen Bevölkerungsschichten. Er wird im sufistischen Sinne als großer Walī (Freund Gottes) bezeichnet. Kastir Gul starb nach einjähriger Krankheit im Alter von ca. 77 Jahren. Er hatte insgesamt 5 Söhne, die er in spiritueller Hinsicht geleitet hatte, und die nach seinem Tod zu seinen Nachfolgern (Kalif) wurden.

## Wirken
Kastir Gul genoss aufgrund seiner religiösen Aktivitäten bei vielen zeitgenössischen Gelehrten ein hohes Ansehen. Seinen Titel „Rahamkaar“ (der Gütige) soll er erhalten haben, weil er Sklaven befreit und sich um Waisen und armen Familien gekümmert habe. So soll er 3.000 Sklaven freigelassen haben, nachdem er sie von ihren Besitzern freigekauft hatte. Aus dem Kakakhel-Stamm gingen verschiedene Staatsbeamte, Juristen und islamische Gelehrte hervor. Auch soll der klassische Paschtu-Dichter Khushal Khan Khattak einer seiner Schüler gewesen sein. 
Etwa 12 Kilometer südlich seines Geburtsortes wurde zu seinen Ehren ein Schrein errichtet. Dieser gilt mit bis zu 7.000 täglichen Besuchern als eines der meist besuchten religiösen Stätten der Provinz Khyber Pakhtunkhwa.

## Kette der Vorfahren
Kastir Gul und seine Nachkommen leiteten ihre Herkunft direkt vom Propheten Mohammed her. Laut eigener Darstellung sieht die Ahnentafel (Silsila) wie folgt aus:
- Sayyid Kastir Gul alias Rahmakar Baba oder Kaka Sahib
- Sheikh Syed Bahadur Baba
- Sheikh Syed Nadir Baba alias Mast Baba
- Sheikh Abdul Qudoos Nomani Gangohi
- Sheikh Burhanuddin Muhammad Darwish Odhi
- Sheikh Syed Badhan Baraichi
- Sheikh Syed Ajmal Baraichi
- Makhdoom Jahanian,
- Sheikh Abul Fateh Rukn-ud-Din Multani
- Sheikh Sadruddin Arif Multani
- Sheikh Bahauddin Zakaria Multani
- ʿUmar as-Suhrawardī
- Abu al-Najib Suhrawardi
- Ahmad Ghazali
- Sheikh Abu Bakr Nisaj
- Sheikh Abul Qasim Gurgani
- Sheikh Abu Usman Maghribi
- Sheikh Abu Ali Katib
- Sheikh Ahmad Abu Ali Rudbari
- Junayd Baghdadi
- Sirr Saqti
- Maruf Karkhi
- Hasan al Askari
- Ali al Hadi
- Muhammad al Taqi
- Ali al Ridha
- Musa al Kazim
- Jafar al Sadiq
- Muhammad al Baqir
- Ali Zayn ul Abideen
- Imam Hussein
- Imam Hasan
- Ali
- Mohammed